# Ehrenberg (Arizona)
Ehrenberg és una concentració de població designada pel cens del Comtat de La Paz a l'estat d'Arizona (Estats Units d'Amèrica).

## Demografia
Segons el cens del 2000, Ehrenberg tenia 1.357 habitants, 545 habitatges, i 348 famílies La densitat de població era de 43,9 habitants/km².
Dels 545 habitatges en un 31,9% hi vivien nens de menys de 18 anys, en un 45,7% hi vivien parelles casades, en un 8,8% dones solteres, i en un 36,1% no eren unitats familiars. En el 27,7% dels habitatges hi vivien persones soles el 9,5% de les quals corresponia a persones de 65 anys o més que vivien soles. El nombre mitjà de persones vivint en cada habitatge era de 2,49 i el nombre mitjà de persones que vivien en cada família era de 3,07.
Per edats la població es repartia de la següent manera: un 28% tenia menys de 18 anys, un 8% entre 18 i 24, un 27,3% entre 25 i 44, un 23,9% de 45 a 60 i un 12,7% 65 anys o més.
L'edat mediana era de 37 anys. Per cada 100 dones de 18 o més anys hi havia 110,6 homes.
La renda mediana per habitatge era de 27.000 $ i la renda mediana per família de 28.000 $. Els homes tenien una renda mediana de 35.956 $ mentre que les dones 18.100 $. La renda per capita de la població era de 14.372 $. Aproximadament el 17% de les famílies i el 22,7% de la població estaven per davall del llindar de pobresa.

## Poblacions properes
El següent diagrama mostra les poblacions més properes.